# 札幌市手稲区体育館

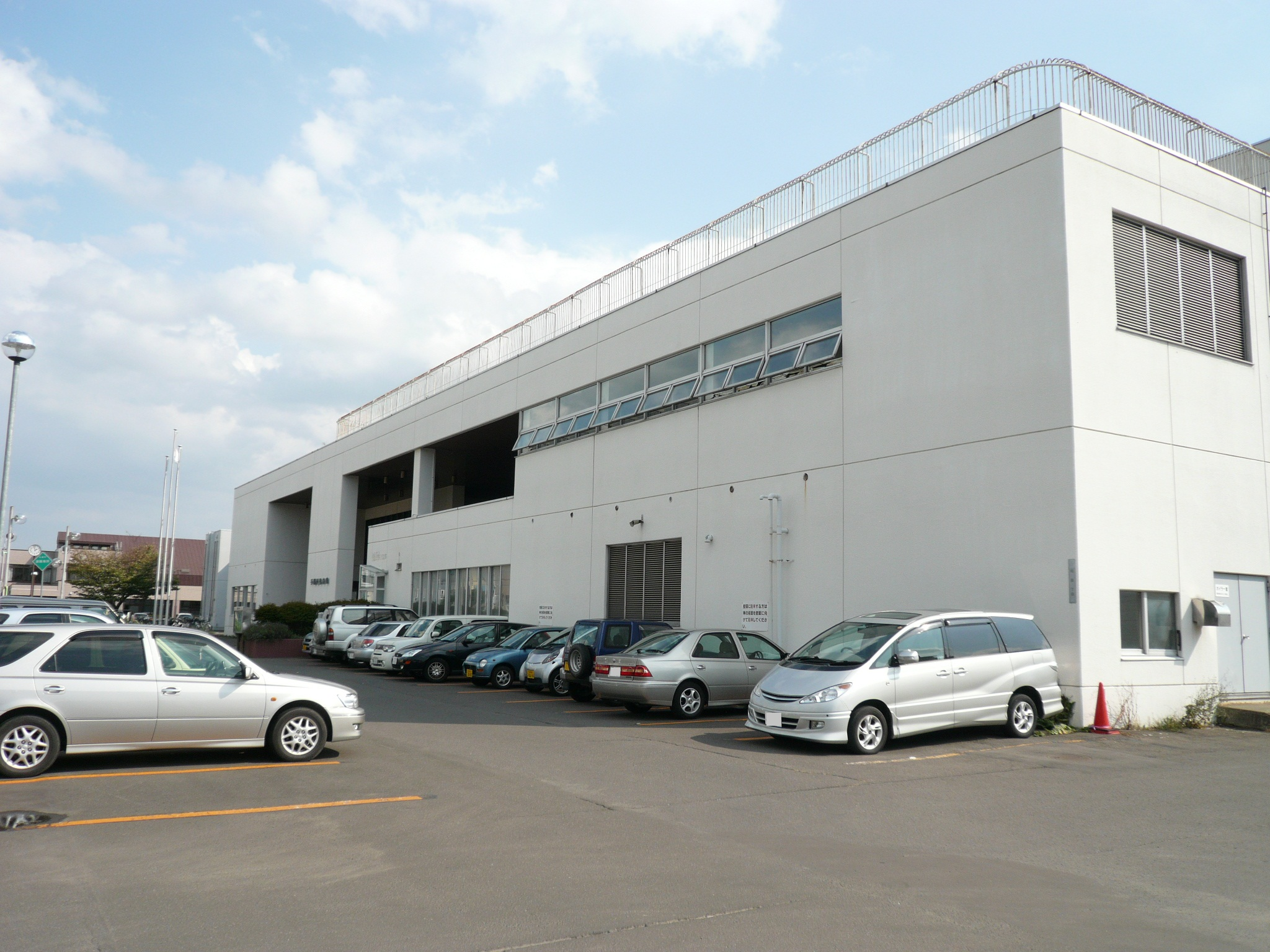
西側から見た体育館（2010年9月）

札幌市手稲区体育館（さっぽろしていねくたいいくかん）は、北海道札幌市手稲区曙2条にある、札幌市の地区体育館である。区体育館で初めてインドアゴルフを考案した。施設は札幌市が所有し、（一財）札幌市スポーツ協会が指定管理者として運営管理を行っている。

## 所在地
- 北海道札幌市手稲区曙2条1丁目2-46

## 概要
札幌市で初の区体育館として、1981年（昭和56年）に「札幌市西区体育館」の名称で旧札幌市白石区体育館（現札幌市厚別区体育館）と同時に開館した。
手稲区の成人式の会場に利用されている。
1階に「札幌市手稲鉄北まちづくりセンター（札幌市の旧連絡所）」が併設されていたが、2009年（平成21年）3月に曙7条へ移転した。

## 沿革
- 1981年（昭和56年）2月 - 札幌市西区体育館開館。
- 1989年（平成元年）11月 - 旧西区から手稲区が分区されたことに伴い、札幌市手稲区体育館に改称。

## 設備
- 競技室 - バドミントン8面・卓球24台・バスケットボール2面・テニス2面・バレーボール2面
- 体育室 - バドミントン3面・卓球14台・バレーボール1面
- その他 - 格技室・トレーニング室・トレーニングデッキ（卓球5台常設）

## 周辺
- 北海道旅客鉄道（JR北海道）函館本線手稲駅
- 樽川通
- 手稲駅西通
- 手稲緑道（ぷろむなーど・ていね）
- 札幌市曙図書館
- 札幌市手稲老人福祉センター
- 札幌市手稲曙温水プール
- 札幌市手稲工業団地
- 北海道電力前田変電所
- 西成病院

## 交通機関

### 鉄道
- JR函館本線 手稲駅から徒歩12分。

### 路線バス
- ジェイ・アール北海道バス札樽線「手稲区体育館前」停留所から徒歩1分。

### 自家用車
- 札樽自動車道手稲インターチェンジから10分。

※駐車場有（100台）。